# Eirenis levantinus
Eirenis levantinus là một loài rắn trong họ Rắn nước. Loài này được Schmidtler miêu tả khoa học đầu tiên năm 1993.